# Karate en los Juegos Suramericanos de 2010
Se detallan los resultados de las competiciones deportivas para la especialidad de Karate
en los IX Juegos Suramericanos.

## Karate
El campeón de la especialidad Karate fue  Venezuela.

### Medallero
Los resultados del medallero por información de la Organización de los Juegos Medellín 2010
fueron:

#### Medallero total
País anfitrión en negrilla. La tabla se encuentra ordenada por la cantidad de medallas de oro
| Núm.  | País      | Oro | Plata | Bronce | Total | Orden por Total |
| ----- | --------- | --- | ----- | ------ | ----- | --------------- |
| 1     | Venezuela | 6   | 3     | 5      | 14    | 1               |
| 2     | Perú      | 4   | 0     | 6      | 10    | 4               |
| 3     | Colombia  | 3   | 1     | 6      | 10    | 4               |
| 4     | Chile     | 3   | 1     | 2      | 6     | 6               |
| 5     | Brasil    | 2   | 5     | 5      | 12    | 2               |
| 6     | Ecuador   | 0   | 4     | 7      | 11    | 3               |
| 7     | Argentina | 0   | 4     | 3      | 7     | 5               |
| TOTAL | TOTAL     | 18  | 18    | 34     | 70    |                 |

Fuente: Organización de los IX Juegos Suramericanos Medellín 2010

#### Medallero por género
País anfitrión en negrilla. La tabla se encuentra ordenada por la cantidad de medallas de oro
| Clasificación por Oro | País      | Hombres | Hombres | Hombres | Hombres | Mujeres | Mujeres | Mujeres | Mujeres | Mixtos | Mixtos | Mixtos | Mixtos | TOTAL | Clasificación por Total |
| Clasificación por Oro | País      |         |         |         | Total   |         |         |         | Total   |        |        |        | Total  | TOTAL | Clasificación por Total |
| 1                     | Venezuela | 3       | 1       | 3       | 7       | 3       | 2       | 2       | 7       | 0      | 0      | 0      | 0      | 14    | 1                       |
| 2                     | Perú      | 1       | 0       | 4       | 5       | 3       | 0       | 2       | 5       | 0      | 0      | 0      | 0      | 10    | 4                       |
| 3                     | Colombia  | 2       | 1       | 2       | 5       | 1       | 0       | 4       | 5       | 0      | 0      | 0      | 0      | 10    | 4                       |
| 4                     | Chile     | 1       | 1       | 1       | 3       | 2       | 0       | 1       | 3       | 0      | 0      | 0      | 0      | 6     | 6                       |
| 5                     | Brasil    | 2       | 2       | 2       | 6       | 0       | 3       | 3       | 6       | 0      | 0      | 0      | 0      | 12    | 2                       |
| 6                     | Ecuador   | 0       | 2       | 4       | 6       | 0       | 2       | 3       | 5       | 0      | 0      | 0      | 0      | 11    | 3                       |
| 7                     | Argentina | 0       | 2       | 2       | 4       | 0       | 2       | 1       | 3       | 0      | 0      | 0      | 0      | 7     | 5                       |
| TOTAL                 | TOTAL     | 9       | 9       | 18      | 36      | 9       | 9       | 16      | 34      | 0      | 0      | 0      | 0      | 70    |                         |

Fuente: Organización de los IX Juegos Suramericanos Medellín 2010